# Yasuharu Takanashi
Yasuharu Takanashi (高梨 康治, Takanashi Yasuharu; nascido em 13 de abril de 1963) é um compositor e arranjador japonês, que cria trilhas para séries de anime e videogame. Suas composições em anime incluem Naruto Shippuden, Fairy Tail, Log Horizon, Shiki, Jigoku Shōjo e Record of Ragnarok.

## Biografia
Aos 18 anos, Takanashi começou a tocar teclado. Mais tarde, entrou na banda Hellen como tecladista. Em 1993, formou o grupo Planet Earth com o guitarrista da Hellen e outros membros, lançando no mesmo ano o álbum Big Bang.
No final da década de 1990, ele se juntou ao Musashi Project, uma banda de rock que apresenta instrumentos musicais tradicionais japoneses. Em 2002, ao lado de Musashi e Toshio Masuda, estreou como compositor na série de anime Naruto, escrevendo a faixa "Sadness and Sorrow".
Atualmente ele é o líder do grupo Yaiba, que co-compõe algumas trilhas sonoras de Takanashi.
Takanashi recebeu o Prêmio Internacional JASRAC pela trilha sonora de Naruto Shippuden cinco vezes - em 2013, 2014, 2017, 2020 e 2021.

## Trabalhos
| Ano  | Título                                         | Co-compositor(es)                        | Nota(s)                                        | Ref.                 |
| ---- | ---------------------------------------------- | ---------------------------------------- | ---------------------------------------------- | -------------------- |
| 2002 | Naruto                                         | Toshio Masuda e Musashi Project          | Recompôs "Sadness and Sorrow" para o Shippuden | [ 8 ]                |
| 2003 | Beyblade G-Revolution                          |                                          |                                                | [carece de fontes?]  |
| 2003 | New Fist of the North Star                     | Yaiba                                    |                                                | [carece de fontes?]  |
| 2004 | Soreike! Zukkoke Sanningumi                    |                                          |                                                | [ 9 ]                |
| 2004 | Gantz                                          | Natsuki Sogawa                           | A partir do episódio 6                         | [ 10 ] [ 11 ] [ 12 ] |
| 2005 | Idaten Jump                                    |                                          |                                                | [ 13 ]               |
| 2005 | Hell Girl                                      | Hiromi Mizutani                          |                                                | [ 14 ]               |
| 2006 | Ayakashi: Samurai Horror Tales                 |                                          |                                                | [carece de fontes?]  |
| 2006 | Poka Poka Mori no Rascal                       |                                          |                                                | [carece de fontes?]  |
| 2006 | The Wallflower                                 | Hiromi Mizutani                          |                                                | [ 15 ]               |
| 2006 | Hell Girl: Two Mirrors                         | Hiromi Mizutani                          |                                                | [carece de fontes?]  |
| 2007 | Tori no Uta                                    |                                          |                                                | [carece de fontes?]  |
| 2007 | Naruto Shippuden                               |                                          |                                                | [ 16 ] [ 17 ]        |
| 2007 | Ikki Tousen: Dragon Destiny                    |                                          |                                                | [ 18 ]               |
| 2007 | Toward the Terra                               |                                          |                                                | [ 19 ]               |
| 2007 | Mononoke                                       |                                          |                                                | [ 20 ]               |
| 2008 | Seto no Hanayome                               |                                          |                                                | [carece de fontes?]  |
| 2008 | Our Home's Fox Deity                           |                                          |                                                | [carece de fontes?]  |
| 2008 | Itazura na Kiss                                |                                          |                                                | [carece de fontes?]  |
| 2008 | Ikki Tousen: Great Guardians                   |                                          |                                                | [ 18 ]               |
| 2008 | Hyakko                                         | Tsunku, Hiromi Mizutani e Kenji Fujisawa |                                                | [ 21 ]               |
| 2008 | Hell Girl: Three Vessels                       | Hiromi Mizutani e Kenji Fujisawa         |                                                | [carece de fontes?]  |
| 2009 | Fresh Pretty Cure!                             |                                          |                                                | [ 22 ]               |
| 2009 | Kon'nichiwa Anne: Before Green Gables          | Hiromi Mizutani e Kenji Fujisawa         |                                                | [carece de fontes?]  |
| 2009 | Fairy Tail                                     |                                          |                                                | [ 23 ] [ 24 ]        |
| 2010 | HeartCatch PreCure!                            |                                          |                                                | [ 25 ]               |
| 2010 | Ikki Tousen: Xtreme Xecutor                    |                                          |                                                | [ 18 ]               |
| 2010 | Shiki                                          |                                          |                                                | [ 26 ]               |
| 2011 | Beelzebub                                      | Kenji Fujisawa                           |                                                | [carece de fontes?]  |
| 2011 | Suite PreCure                                  |                                          |                                                | [ 27 ]               |
| 2011 | Ikki Tousen: Shūgaku Tōshi Keppu-roku          |                                          |                                                | [carece de fontes?]  |
| 2011 | Carnival Phantasm                              |                                          |                                                | [carece de fontes?]  |
| 2011 | Fate Prototype                                 |                                          |                                                | [ 28 ]               |
| 2012 | Smile PreCure!                                 |                                          |                                                | [ 29 ]               |
| 2012 | The Ambition of Oda Nobuna                     |                                          |                                                | [carece de fontes?]  |
| 2013 | The Severing Crime Edge                        |                                          |                                                | [carece de fontes?]  |
| 2013 | Dust                                           | Jason Gallaty                            |                                                | [carece de fontes?]  |
| 2013 | Fantasista Doll                                |                                          |                                                | [ 30 ]               |
| 2013 | Log Horizon                                    |                                          |                                                | [ 31 ]               |
| 2013 | Neppu Kairiku Bushi Road                       |                                          |                                                | [carece de fontes?]  |
| 2014 | Z/X Ignition                                   |                                          |                                                | [ 32 ]               |
| 2014 | Show by Rock!!                                 | Rega Sound                               |                                                | [ 33 ]               |
| 2014 | Dragon Ball Z Kai: The Final Chapters          | Norihito Sumitomo e Yo Yamazaki          | Compositor da canção "Let it Burn"             | [carece de fontes?]  |
| 2014 | Pretty Guardian Sailor Moon Crystal Season I   |                                          |                                                | [ 34 ]               |
| 2014 | Log Horizon 2                                  |                                          |                                                | [carece de fontes?]  |
| 2014 | Francesca                                      | Shūji Katayama                           |                                                | [carece de fontes?]  |
| 2014 | Fairy Tail (2014)                              |                                          |                                                | [carece de fontes?]  |
| 2014 | Gonna be the Twin-Tail!!                       |                                          |                                                | [carece de fontes?]  |
| 2015 | The Testament of Sister New Devil              |                                          |                                                | [ 35 ] [ 36 ]        |
| 2015 | Pretty Guardian Sailor Moon Crystal Season II  |                                          |                                                | [carece de fontes?]  |
| 2015 | Show by Rock!! 2                               | Rega Sound                               |                                                | [ 33 ]               |
| 2015 | Journey to the West: Surprise                  |                                          |                                                | [carece de fontes?]  |
| 2015 | Ikki Tousen: Extravaganza Epoch                |                                          |                                                | [ 37 ]               |
| 2016 | Pretty Guardian Sailor Moon Crystal Season III |                                          |                                                | [ 38 ]               |
| 2016 | Super Lovers                                   | Shūji Katayama                           |                                                | [carece de fontes?]  |
| 2016 | The Morose Mononokean                          |                                          |                                                | [ 39 ]               |
| 2016 | Kaiju Girls                                    |                                          |                                                | [carece de fontes?]  |
| 2016 | Tiger Mask W                                   |                                          |                                                | [ 40 ]               |
| 2016 | ĒlDLIVE                                        |                                          |                                                | [ 41 ]               |
| 2016 | All Out!!                                      |                                          |                                                | [ 42 ]               |
| 2016 | Fairy Tail Zero                                |                                          |                                                | [carece de fontes?]  |
| 2017 | Tsugumomo                                      |                                          |                                                | [ 43 ]               |
| 2017 | Boruto: Naruto Next Generations                |                                          |                                                | [ 44 ]               |
| 2017 | Genbanojou                                     | Shuji Katayama                           |                                                | [carece de fontes?]  |
| 2017 | Hell Girl: Fourth Twilight                     |                                          |                                                | [ 45 ]               |
| 2017 | Yuri's World                                   |                                          | Compositor de duas das faixas                  | [carece de fontes?]  |
| 2018 | Killing Bites                                  |                                          |                                                | [ 46 ]               |
| 2018 | Shinmai Maou no Testament                      |                                          | Faixas recicladas                              | [carece de fontes?]  |
| 2018 | GeGeGe no Kitarō                               | Yaiba                                    |                                                | [ 47 ]               |
| 2018 | Zombie Land Saga                               |                                          |                                                | [ 48 ]               |
| 2018 | Fairy Tail: Final Series                       |                                          |                                                | [carece de fontes?]  |
| 2018 | Bakugan: Battle Planet                         |                                          |                                                | [carece de fontes?]  |
| 2019 | Ikki Tousen: Western Wolves                    |                                          |                                                | [carece de fontes?]  |
| 2019 | Ultramarine Magmell                            |                                          |                                                | [ 49 ]               |
| 2019 | Kengan Ashura                                  |                                          |                                                | [ 50 ]               |
| 2020 | Show By Rock!! Mashumairesh!!                  |                                          |                                                | [carece de fontes?]  |
| 2020 | Tsugu Tsugumomo                                |                                          |                                                | [carece de fontes?]  |
| 2020 | Talentless Nana                                |                                          |                                                | [ 51 ]               |
| 2021 | Log Horizon: Destruction of the Round Table    |                                          |                                                | [carece de fontes?]  |
| 2021 | Show By Rock!! Stars!!                         |                                          |                                                | [carece de fontes?]  |
| 2021 | Fate/Grand Carnival                            | Keita Haga                               |                                                | [ 52 ]               |
| 2021 | Record of Ragnarok                             |                                          |                                                | [ 53 ]               |
| 2021 | Tsukimichi: Moonlit Fantasy                    |                                          |                                                | [ 54 ]               |
| 2021 | Taisho Otome Fairy Tale                        |                                          |                                                | [ 55 ]               |
| 2022 | Shin Ikki Tousen                               |                                          |                                                | [ 56 ]               |
| 2022 | Bastard!! -Heavy Metal, Dark Fantasy-          |                                          |                                                | [ 57 ]               |
| 2022 | Tokyo Mew Mew New                              |                                          |                                                | [ 58 ]               |
| 2022 | Shine On! Bakumatsu Bad Boys!                  |                                          |                                                | [ 59 ]               |
| 2022 | Reincarnated as a Sword                        |                                          |                                                | [ 60 ]               |
| 2023 | Farming Life in Another World                  | Johannes Nilsson                         |                                                | [ 61 ]               |
| 2024 | Gushing over Magical Girls                     | Akinari Suzuki e Johannes Nilsson        |                                                | [ 62 ]               |
| 2024 | Kinnikuman Kanpeki Chо̄jin Shiso-hen            |                                          |                                                | [ 63 ]               |
| 2024 | Baki Hanma vs. Kengan Ashura                   |                                          |                                                | [ 64 ]               |
| 2025 | Katainaka no Ossan, Kensei ni Naru             |                                          |                                                | [ 65 ]               |